# Christopher Makos

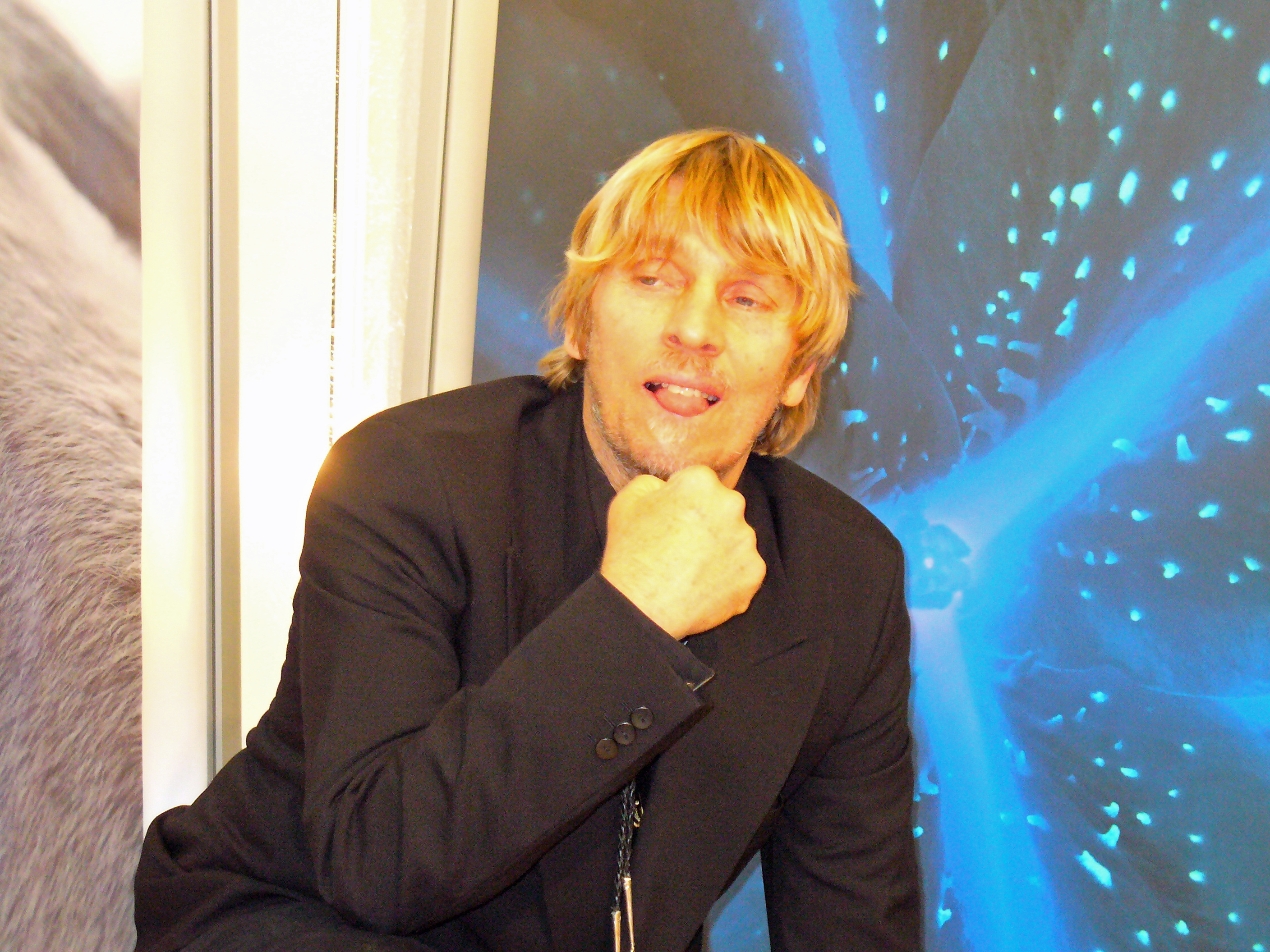
Christopher Makos fotografiado por David Shakbone (2007)

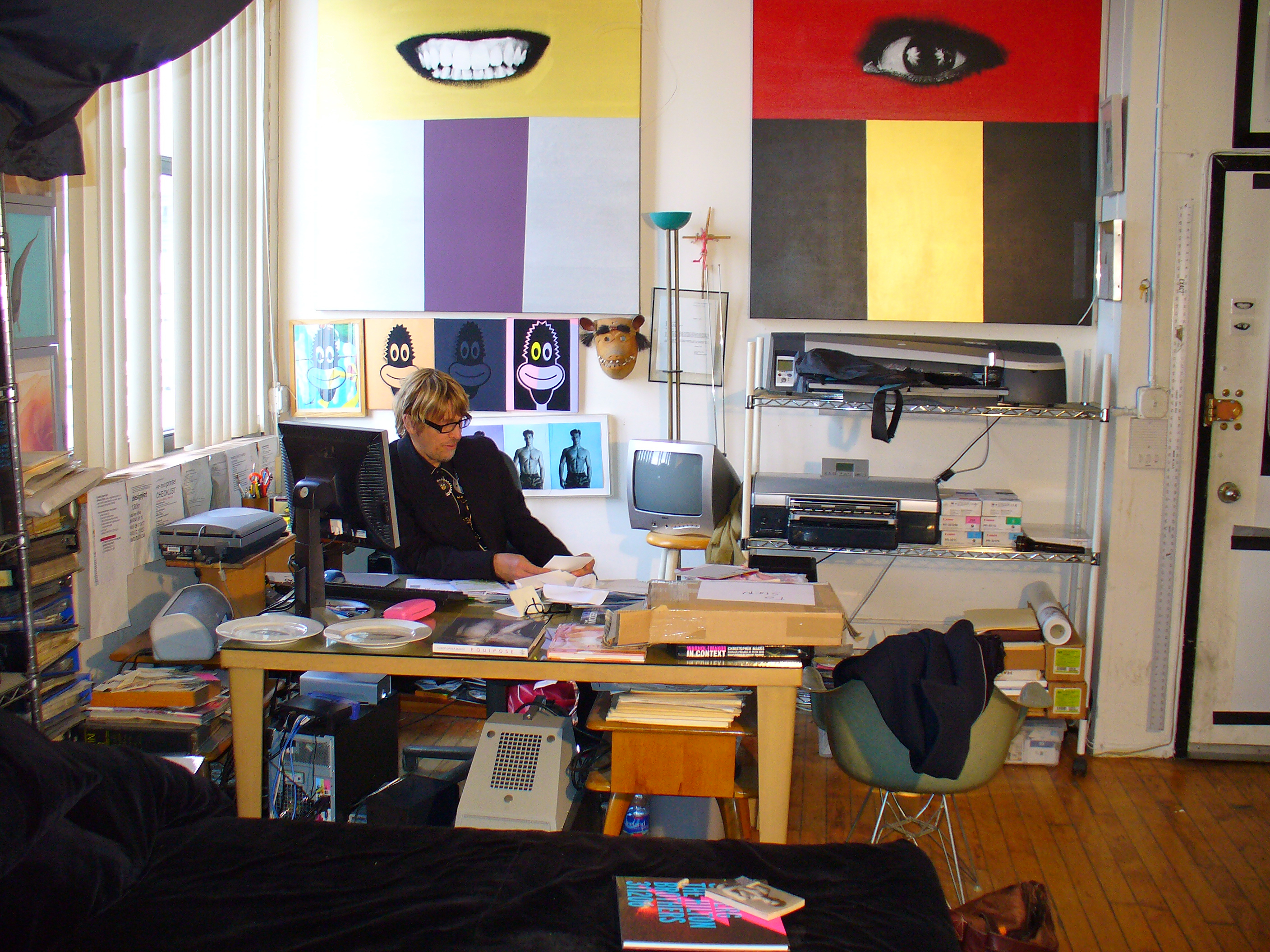
Makos en su estudio.

Christopher Makos (Lowell, Massachusetts, 1948) es un fotógrafo y artista estadounidense.
Aunque nacido en Massachusetts, se crio en California y después, por casualidad (en su etapa jipi, montó en un coche de un desconocido y viajó con él hasta su destino) se instaló en la ciudad de Nueva York en la década de 1960 Fue a Europa, a París, para estudiar arquitectura, pero el contacto con Man Ray le llevó a la fotografía. De vuelta en Estados Unidos, se instaló en Nueva York, en el West Village. Colaboró estrechamente con Andy Warhol, a quien enseñó a utilizar su primera cámara fotográfica. También puso en contacto a Warhol con la obra de Jean-Michel Basquiat y Keith Haring. Warhol calificó a Makos de «el fotógrafo más moderno de los Estados Unidos». La estrecha amistad que unió a Makos con Warhol y los largos viajes que hicieron juntos quedan reflejados en el libro de Makos Warhol: A Photographic Memoir (New American Library). Pese a esta estrecha relación, Makos nunca perteneció al colectivo artístico de Warhol conocido como La Fábrica.
Las obras de Makos están presentes en colecciones permanentes de más de cien museos, han sido objeto de múltiples exposiciones en galerías y museos de los Estados Unidos, Europa y Japón y han aparecido en numerosas publicaciones de todo el mundo, como Interview, Rolling Stone, House & Garden, Connoisseur, New York Magazine, Esquire, Genre o People. Algunos coleccionistas como Malcolm Forbes, Pedro Almodóvar o Gianni Versace poseen obras suyas.